# Duilio Gigli
Duilio Gigli   (Sansepolcro, 8 de gener de 1878 - Pavia, 10 de maig de 1933) va ser un matemàtic italià.
Va estudiar matemàtiques a la Scuola Normale Superiore de Pisa on va ser deixeble de Luigi Bianchi. Després de donar classes a diversos instituts de secundària per tot Itàlia, va anar a raure a la universitat de Pavia on va ser durant molts anys professor d'àlgebra, geometria i anàlisi matemàtica.
És recordat, sobre tot, per haver estat un dels editors de la Enciclopedia delle matematiche elementari, una enciclopèdia de matemàtiques en set volums (1930-1953) que la Unione va decidir editar el 1909, encarregant a Luigi Berzolari, el seu sogre, la direcció de l'equip de redactors.